# Égérie
Pour les articles homonymes, voir Égérie (homonymie).

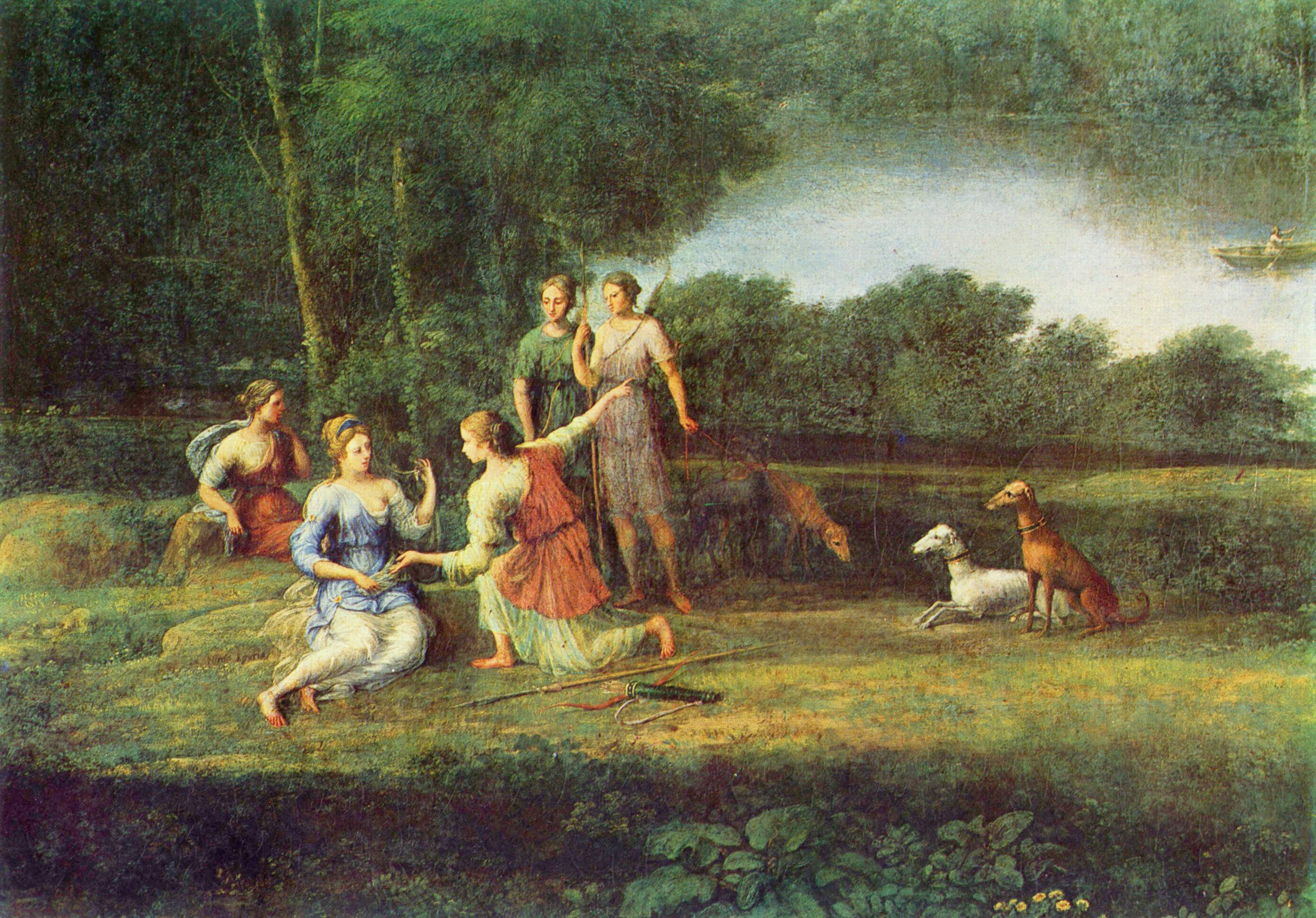
Claude Lorrain, Paysage avec la nymphe Égérie (détail).

Dans la mythologie romaine, Égérie (en latin Ēgeria) est une nymphe des sources, une camène.

## Mythe
Égérie est une nymphe associée au culte de la Diane de Némi, dans le bois d'Aricie, et considérée comme la déesse des femmes.
La légende prétend que la nymphe Égérie était la maîtresse ou la femme du roi Numa Pompilius, deuxième roi mythique de Rome. Elle le conseillait régulièrement sur sa politique religieuse. Leurs rencontres nocturnes avaient lieu près d'une source située dans un bois sacré de Rome, au pied de la colline du Caelius, près de la porte Capène.
Égérie était invoquée par les femmes enceintes : il est ainsi possible qu'Égérie soit un surnom de Junon, qui présidait aux naissances.
Selon Ovide, après la mort de Numa Pompilius, Égérie, inconsolable, se réfugia dans le bois d'Aricie où elle fut transformée en source par Diane dont elle avait interrompu le culte par ses lamentations.
Selon Lactance, Numa Pompilius s'isolait pour penser aux innovations qu'il allait apporter et l'invention des entretiens avec la nymphe donnait à ses desseins l'autorité de la religion.
Selon saint Augustin, qui cite Varron, le roi Numa Pompilius se livrait à l'hydromancie et conversait ainsi avec des démons.

## Sens courant
Par extension, plus précisément par antonomase, le terme « égérie » désigne une femme choisie comme inspiratrice d'un mouvement de pensée politique ou culturel (synonyme de « muse » donc).
Ce néologisme a été popularisé par Balzac, en référence à des personnages qui en conseillent d'autres. Il l'utilise dans deux romans qu'il publie en 1846, la première fois comme nom propre dans Les Comédiens sans le savoir : « Le tiers des lorettes, le quart des hommes d’État, la moitié des artistes consulte madame Fontaine, et l’on connaît un ministre à qui elle sert d’Égérie. ». Puis comme substantif dans La Cousine Bette : « Je serais député, je ne ferais point de “boulettes”, car je consulterais mon égérie dans les moindres choses. »

## Sens moderne
Le mot est aujourd'hui utilisé dans la langue médiatico-publicitaire pour désigner une femme, en général une actrice ou un mannequin célèbre, choisie par une marque comme emblème publicitaire, incarnation médiatique ou ambassadrice symbolique : « Comme Vanessa Paradis, Lily-Rose Depp devient égérie Chanel. ».